# 因布斯 (伊利諾伊州)
因布斯（英語：Imbs）是位於美國伊利諾伊州聖克萊爾縣的一個非建制地區。該地的面積和人口皆未知。

## 地理
因布斯的座標為38°31′25″N 90°08′07″W / 38.52361°N 90.13528°W，而該地的平均海拔高度為137米（即449英尺）。